# Riccardo Ricciardi
Riccardo Ricciardi (Napoli, 22 dicembre 1879 – Napoli, 1º luglio 1973) è stato un editore italiano fondatore della casa editrice Riccardo Ricciardi editore.

## Biografia
Prima studente all'Istituto Universitario Orientale, poi libraio presso il Marghieri di Napoli, entra presto in contatto con gli ambiente culturali legati al mondo delle biblioteche e delle librerie, tra cui Tammaro De Marinis, Salvatore Di Giacomo e Benedetto Croce. Il 7 agosto 1907 è iniziato in Massoneria nella Loggia Giovanni Bovio di Napoli.

### Riccardo Ricciardi editore
A Benedetto Croce lo lega un fecondo rapporto d'amicizia che lo conduce, nel 1907, a dare inizio all'attività editoriale, che parte con le Poesie dello stesso Di Giacomo, ma si estende presto ad altri poeti napoletani e in seguito a edizioni di storia e letteratura, con autori quali Emilio Cecchi, Giovanni Papini, Giuseppe Prezzolini.
Nel 1938, Raffaele Mattioli assume la proprietà della casa editrice, aprendo nel 1951 anche un ufficio a Milano e dando vita, con Pietro Pancrazi e Alfredo Schiaffini e alla celebre collana "La letteratura italiana. Storia e testi", affidata, per la veste grafica, a Giovanni Mardersteig.
La sua biblioteca privata e l'archivio della casa editrice sono stati donati all'Università degli Studi di Milano mentre la parte più consistente dell'archivio privato è alla Biblioteca Nazionale di Napoli.